# Fluidyne
En Fluidyne, Fluidyne-pumpe eller Fluidyne-motor er en beta eller gamma Stirlingmotor med en eller flere flydende stempler. Den blev opfundet af Dr. Colin West 1971 fra Oak Ridge National Laboratory. Den indeholder en arbejdsgas som ikke opløses i væsken og enten to (eller tre) flydende stempler – eller et flydende arbejdsstempel og et fast gasfortrængerstempel.
I Fluidynens klassiske udformning er der sammenbygget en vandpumpe med det flydende arbejdsstempel som via Stirlingmotorudformningen skiftevis får gas undertryk og overtryk.

Med pumpens to ventiler, vil disse gastrykændringer forårsage vandpumpning. I forhold til f.eks. gamma Stirlingmotoren er det faste arbejdsstempel blot udskiftet med et flydende.
- Wikimedia Commons har flere filer relateret til Fluidyne